# Премія «Золота дзиґа» найкращому композиторові
Премія «Золота дзиґа» найкращому композиторові — одна з кінематографічних нагород, яку надає Українська кіноакадемія в рамках Національної кінопремії «Золота дзиґа». Її присуджують найкращому композиторові за музику до фільму українського виробництва, починаючи з церемонії Першої національної кінопремії 2017 року.
Першим переможцем у цій номінації стала композиторка Алла Загайкевич за музику до фільму «Жива ватра» (реж. Остап Костюк). Премію на церемонії Першої національної кінопремії, що відбулася 20 квітня 2017 року вручив переможниці український музикант, композитор, громадський діяч, лідер гурту «Океан Ельзи» Святослав Вакарчук.

## Переможці та номінанти
Нижче наведено список лауреатів, які отримали цю премію, а також номінанти. ★ Імена переможців виділені окремим кольором

## 2010-ті
| Церемонії   | Фото лауреата                    | Композитор(и)                                  | Фільм            | Режисер(и)        |
| ----------- | -------------------------------- | ---------------------------------------------- | ---------------- | ----------------- |
| 1-ша (2017) |                                  | ★ Алла Загайкевич                              | «Жива ватра»     | Остап Костюк      |
| 1-ша (2017) | • Антон Байбаков                 | «Кобзар 2015»                                  | Богдан Шевченко  |                   |
| 1-ша (2017) | • Тимур Полянський               | «Моя бабуся Фані Каплан»                       | Олена Дем'яненко |                   |
| 2-га (2018) |                                  | ★ Микита Моісєєв                               | «Стрімголов»     | Марина Степанська |
| 2-га (2018) | • Антон Байбаков                 | «Діксі Ленд»                                   | Роман Бондарчук  |                   |
| 2-га (2018) | • Алла Загайкевич                | «Будинок „Слово“»                              | Тарас Томенко    |                   |
| 3-тя (2019) |                                  | ★ Антон Байбаков                               | «Брама»          | Володимир Тихий   |
| 3-тя (2019) | • Микита Моісеєв                 | «Коли падають дерева»                          | Марися Нікітюк   |                   |
| 3-тя (2019) | • Юхим Чупакін                   | «Дике поле»                                    | Ярослав Лодигін  |                   |
| 4-та (2020) |                                  | ★ Тимур Полянський, Фрік-кабаре Dakh Daughters | «Гуцулка Ксеня»  | Олена Дем'яненко  |
| 4-та (2020) | • Роман Григорів, Ілля Разумейко | «Історія зимового саду»                        | Семен Мозговий   |                   |
| 4-та (2020) | • Маргарита Кулічова             | «Співає Івано-Франківськтеплокомуненерго»      | Надія Парфан     |                   |
| 4-та (2020) | • Святослав Луньов               | «Портрет на тлі гір»                           | Максим Руденко   |                   |

## 2020-ті
| Церемонії    | Фото лауреата                    | Композитор(и)                       | Фільм                   | Режисер(и)         |
| ------------ | -------------------------------- | ----------------------------------- | ----------------------- | ------------------ |
| 5-та (2021)  |                                  | ★ Антон Байбаков                    | «Черкаси»               | Тимур Ященко       |
| 5-та (2021)  | • Роман Вишневський              | «Толока»                            | Михайло Іллєнко         |                    |
| 5-та (2021)  | • Володимир Гронський            | «Передчуття»                        | В'ячеслав Криштофович   |                    |
| 5-та (2021)  | • Мирослав Скорик                | «Тарас. Повернення»                 | Олександр Денисенко     |                    |
| 2022         | не проводилась                   | не проводилась                      | не проводилась          | не проводилась     |
| 6-та (2022)* |                                  | ★ Мар'яна Клочко                    | «Стоп-Земля»            | Катерина Горностай |
| 6-та (2022)* | • Алла Загайкевич                | «Терикони»                          | Тарас Томенко           |                    |
| 6-та (2022)* | • Сергій Синський                | «Цей дощ ніколи не скінчиться»      | Аліна Горлова           |                    |
| 6-та (2022)* | • Мирослав Скорик                | «Антон і червона химера»            | Заза Урушадзе           |                    |
| 7-ма (2023)  |                                  | ★ Микита Моісеєв                    | «Крихка пам'ять»        | Ігор Іванько       |
| 7-ма (2023)  | • Антон Байбаков                 | «Між нами»                          | Соломія Томащук         |                    |
| 7-ма (2023)  | • Хосейн Мірзаголі               | «Щедрик»                            | Олеся Моргунець-Ісаєнко |                    |
| 7-ма (2023)  | • Тарас Чубай                    | «Чубай. Говорити знову»             | Михайло Крупієвський    |                    |
| 8-ма (2024)  |                                  | ★ Алла Загайкевич, Олександр Чорний | «Довбуш»                | Олесь Санін        |
| 8-ма (2024)  | • Антон Байбаков                 | «Залізні метелики»                  | Роман Любий             |                    |
| 8-ма (2024)  | • Антон Байбаков                 | «Я, Ніна»                           | Марися Нікітюк          |                    |
| 8-ма (2024)  | • Роман Григорів, Ілля Разумейко | «Мій карпатський дідусь»            | Заза Буадзе             |                    |